# Bicoxidens brincki
Bicoxidens brincki är en mångfotingart som beskrevs av Christoph D. Schubart 1966. Bicoxidens brincki ingår i släktet Bicoxidens och familjen Spirostreptidae. Inga underarter finns listade i Catalogue of Life.